# Bitonto

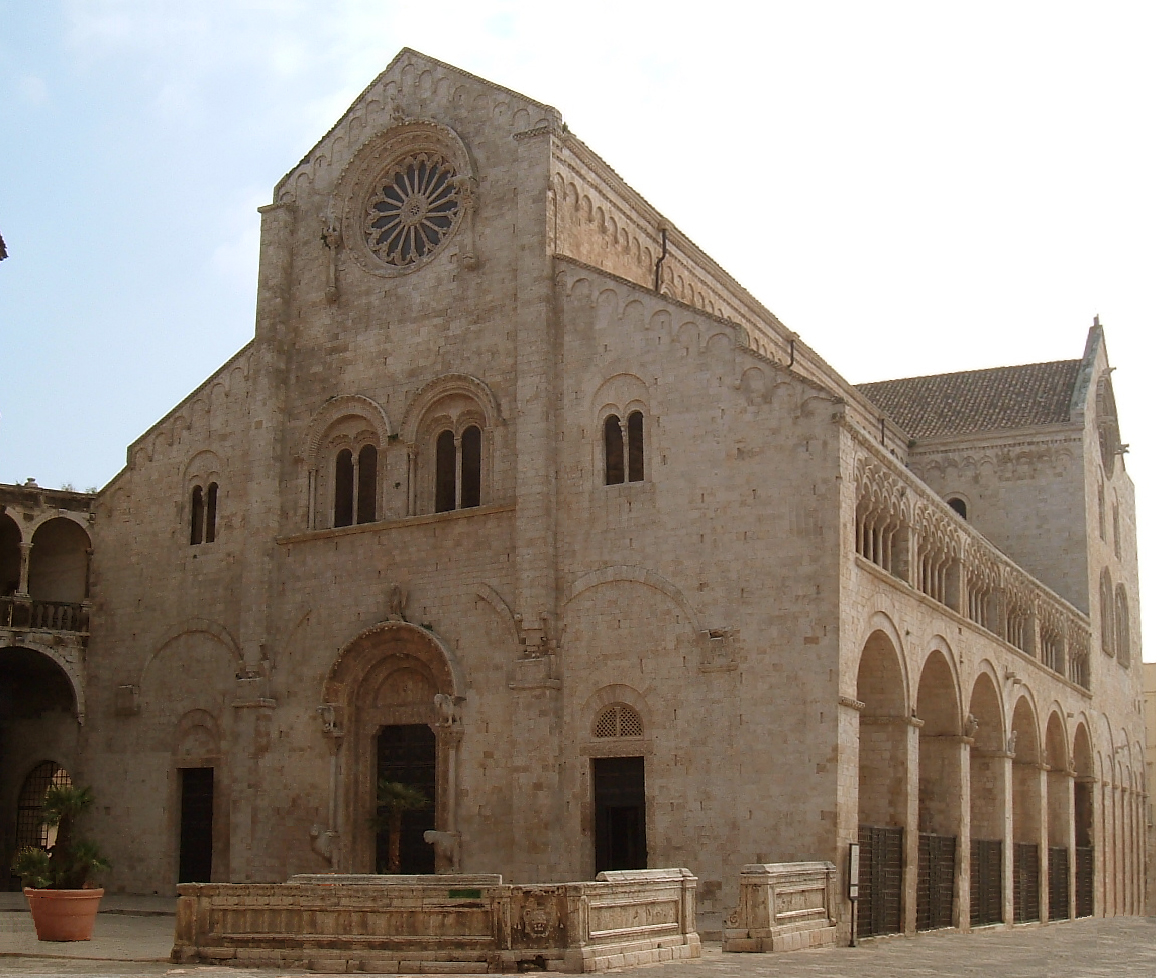
Catedral de Bitonto

Bitonto és un municipi italià, situat a la regió de la Pulla i a la Ciutat metropolitana de Bari. L'any 2022 tenia 53.396 habitants.
Hi ha traces d'assentaments humans des del Neolític, Butuntum (en grec antic Βυτοντῖνος) fou un important centre peucecià; a partir del segle vi aC les relacions amb algunes ciutats de la Magna Grècia, especialment Tàrent, van contribuir al creixement econòmic del lloc.

## Fills il·lustres
- Vitale Giordano, militar i matemàtic (1633-1711)
- Tommaso Traetta, compositor (1727-1779)
- Vincenzo Bellezza, director d'orquestra (1888-1964)